# Tirocinio Formativo Attivo

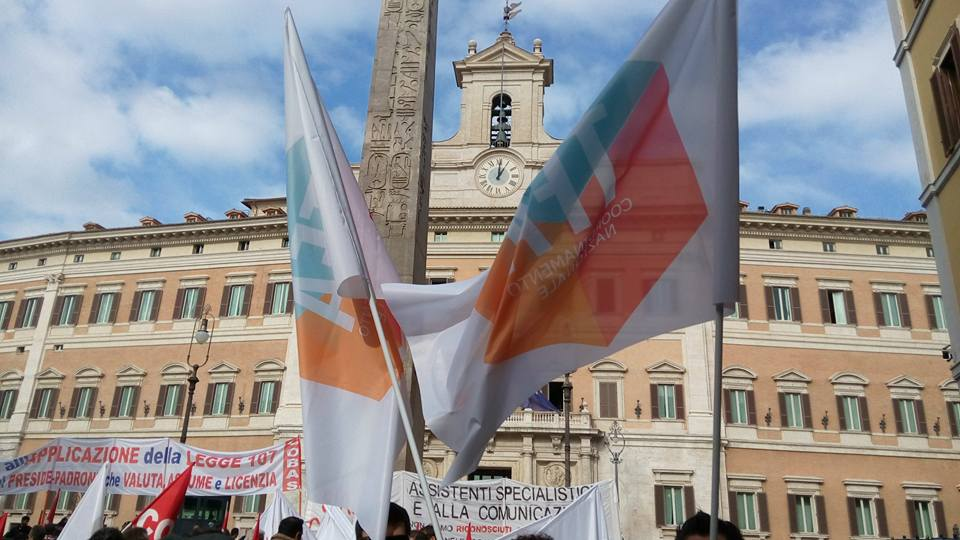
Demonstration der T.F.A.-Lehrer

Das Tirocinio Formativo Attivo (kurz T.F.A., in Deutsch ungefähr Lehramtsreferendariat oder Unterrichtspraktikum) ist ein Numerus-clausus-Ausbildungsverfahren für zukünftige Lehrer in Italien. 
Es entspricht dem Lehramt und dem Europäischen Modell der Lehrerausbildung.
Die Zulassungsbedingungen umfassen drei Aufnahmetests, die durch zwei schriftliche Prüfungen und eine mündliche Prüfung absolviert werden. Voraussetzung für das T.F.A. ist ein fünfjähriges Studium für das entsprechende Fach, das absolviert werden soll.
Während des T.F.A. werden die Lehrer durch ein Unterrichtspraktikum evaluiert. Sie müssen dann eine zusätzliche Abschlussprüfung ablegen. Vor der Abschlussprüfung müssen sie mehrere Prüfungen über die Didaktik der entsprechenden Fächer bestehen sowie Prüfungen über Pädagogik. Nach dem T.F.A. müssen sich die Lehrer auf eine staatliche Ausschreibung bewerben, um einen unbefristeten Arbeitsvertrag in der staatlichen Schule zu bekommen. Der Coordinamento Nazionale T.F.A. kämpft seit Jahren, damit die T.F.A.-Lehrer eine Stelle in der Schule ohne eine zusätzliche staatliche Ausschreibung bekommen.
Die sogenannten S.I.S.S. – das heißt das Ausbildungsverfahren für Lehrer vor dem T.F.A. – führten nämlich direkt zu einem unbefristeten Arbeitsvertrag in der Schule. Das T.F.A. gibt diese Möglichkeit nicht mehr, obwohl die zwei Ausbildungsverfahren auf jedem Niveau gleich sind: Beide sehen dieselben Zulassungsbedingungen, die gleichen Studienfächer und Abschlussprüfungen vor.
Das Auswahlverfahren für das T.F.A. ist besonders anspruchsvoll: Nur 11.000 aus 150.000 Bewerbern haben die drei Aufnahmetests bestanden.